# Abdel Abqár
Abdel Abqár (Szettát, 1999. március 10. –) marokkói labdarúgó, a spanyol Alavés hátvédje.

## Pályafutása

### Klubcsapatokban
Abqár a marokkói Szettát városában született. Az ifjúsági pályafutását a Mohammed VI Academy csapatában kezdte, majd a spanyol Málaga akadémiájánál folytatta.
2017-ben mutatkozott be a Málaga tartalékkeretében. 2020-ban az Alavés B-hez igazolt. 2022. július 1-jén három éves szerződést kötött az Alavés másodosztályban szereplő felnőtt keretével. Először a 2022. augusztus 13-ai, Leganés ellen 2–1-re megnyert mérkőzésen lépett pályára. Első gólját 2022. október 29-én, a Real Oviedo ellen hazai pályán szintén 2–1-es győzelemmel zárult találkozón szerezte meg.

### A válogatottban
Először a 2023. március 25-ei és 28-ai, Brazília és Peru elleni barátságos mérkőzésekre kapott behívót a marokkói válogatottba.

## Statisztikák
2023. június 17. szerint
| Klub     | Szezon   | Osztály          | Bajnokság | Bajnokság | Kupa  | Kupa | Nemzetközi | Nemzetközi | Összesen | Összesen |
| Klub     | Szezon   | Osztály          | Meccs     | Gól       | Meccs | Gól  | Meccs      | Gól        | Meccs    | Gól      |
| -------- | -------- | ---------------- | --------- | --------- | ----- | ---- | ---------- | ---------- | -------- | -------- |
| Alavés   | 2021–22  | Segunda División | 0         | 0         | 1     | 0    | —          | —          | 1        | 0        |
| Alavés   | 2022–23  | Segunda División | 39        | 1         | 1     | 0    | —          | —          | 40       | 1        |
| Összesen | Összesen | Összesen         | 39        | 1         | 2     | 0    | 0          | 0          | 41       | 1        |

## Sikerei, díjai
Alavés
- Segunda División
  - Feljutó (1): 2022–23